# Señas particulares: hermosísimo
Señas particulares: hermosísimo (Segni particolari: bellissimo) es una película del año 1983, dirigida por Castellano y Pipolo, con Adriano Celentano y Federica Moro como protagonistas principales.

## Argumento
Mattia (Adriano Celentano) es un playboy increíble y un escritor muy conocido. Las mujeres se rinden a sus pies, hasta el momento en el que toca casarse, entonces las convence de que no es el hombre que ellas necesitan y son ellas mismas las que le dejan. Hasta que un día decide cambiar de vida y contarle todos sus pecados a un sacerdote ya que pronto se va a casar con su última conquista, una maníaca de la limpieza. Pero hay alguien que le atormenta, Michela (Federica Moro), la supuesta hija de Mattia, que no es otra más que una joven vecina suya enamorada secretamente desde hace mucho tiempo.

## Reparto
- Adriano Celentano
- Federica Moro
- Anna Kanakis[1]
- Gianni Bonagura
- Simona Mariani
- Tiberio Murgia
- Kathleen Quaye
- Giacomo Rosselli
- Nicola Del Buono